# Liga I 2010-2011
La Liga I 2010-2011 è stata la 93ª edizione della massima serie del campionato di calcio rumeno, disputato tra il 23 luglio 2010 e il 21 maggio 2011 e concluso con la vittoria finale dell'Oţelul Galaţi, al suo primo titolo.
Capocannoniere del torneo fu Ianis Zicu con 18 reti.

## Squadre partecipanti
- Astra Ploiești
- Brașov
- CFR Cluj (C)
- Dinamo Bucarest
- Târgu Mureș (N)
- Gaz Metan Mediaș
- Gloria Bistrița
- Oțelul Galați
- Pandurii

- Rapid Bucarest
- Sportul Studențesc (N)
- Steaua Bucarest
- Timișoara
- Vaslui
- Victoria Brănești (N)
- Unirea Urziceni
- U Cluj (N)
- FCU Craiova

## Classifica
|                    |     | Classifica 2010-11 | Pt | G  | V  | N  | P  | GF | GS | Diff |
| ------------------ | --- | ------------------ | -- | -- | -- | -- | -- | -- | -- | ---- |
| Romania (bandiera) | 1.  | Oțelul Galați      | 70 | 34 | 21 | 7  | 6  | 46 | 25 | +21  |
|                    | 2.  | Timișoara          | 66 | 34 | 17 | 15 | 2  | 63 | 38 | +25  |
|                    | 3.  | Vaslui             | 65 | 34 | 18 | 11 | 5  | 51 | 28 | +23  |
|                    | 4.  | Rapid Bucarest     | 59 | 34 | 16 | 11 | 7  | 43 | 22 | +21  |
|                    | 5.  | Steaua Bucarest    | 57 | 34 | 16 | 9  | 9  | 44 | 27 | +17  |
|                    | 6.  | Dinamo Bucarest    | 56 | 34 | 16 | 8  | 10 | 68 | 52 | +16  |
|                    | 7.  | Gaz Metan Mediaș   | 55 | 34 | 14 | 13 | 7  | 41 | 32 | +9   |
|                    | 8.  | U Cluj             | 47 | 34 | 13 | 8  | 13 | 49 | 56 | -7   |
|                    | 9.  | Târgu Mureș        | 45 | 34 | 12 | 9  | 13 | 34 | 41 | -7   |
|                    | 10. | CFR Cluj           | 45 | 34 | 11 | 12 | 11 | 50 | 45 | +5   |
|                    | 11. | Astra Ploiești     | 45 | 34 | 10 | 15 | 9  | 36 | 30 | +6   |
|                    | 12. | Brașov             | 43 | 34 | 10 | 13 | 11 | 34 | 40 | -6   |
|                    | 13. | Pandurii           | 37 | 34 | 9  | 10 | 15 | 36 | 46 | -10  |
|                    | 14. | Gloria Bistrița    | 35 | 34 | 8  | 11 | 15 | 35 | 49 | -14  |
|                    | 15. | FCU Craiova        | 30 | 34 | 7  | 9  | 18 | 35 | 48 | -13  |
|                    | 16. | Victoria Brănești  | 25 | 34 | 5  | 10 | 19 | 35 | 61 | -26  |
|                    | 17. | Unirea Urziceni    | 25 | 34 | 6  | 7  | 21 | 23 | 63 | -40  |
|                    | 18. | Sportul Studențesc | 23 | 34 | 7  | 2  | 25 | 38 | 58 | -20  |

### Classifica marcatori
| Gol |  |  | Giocatore         | Squadra                  |
| --- |  |  | ----------------- | ------------------------ |
| 18  |  |  | Ianis Zicu        | Timișoara                |
| 15  |  |  | Eric Pereira      | Gaz Metan Mediaș         |
| 14  |  |  | Wesley            | Vaslui                   |
| 13  |  |  | Claudiu Niculescu | U Cluj                   |
| 13  |  |  | Bogdan Stancu     | Steaua Bucarest          |
| 12  |  |  | Tiberiu Bălan     | Sportul Studențesc       |
| 11  |  |  | Adaílton          | Vaslui                   |
| 11  |  |  | Ovidiu Herea      | Rapid Bucarest           |
| 10  |  |  | Adrian Cristea    | Dinamo Bucarest / U Cluj |
| 9   |  |  | Robert Ilyeş      | Brașov                   |
| 9   |  |  | Vasile Olariu     | Victoria Brănești        |
| 9   |  |  | Gabriel Torje     | Dinamo Bucarest          |

## Verdetti
- Oțelul Galați vincitore della Liga I 2010-11.
- Oțelul Galați ammessa alla Fase a gironi della UEFA Champions League 2011-12.
- Vaslui ammessa al  3º turno della UEFA Champions League 2011-12.
- Steaua Bucarest e  Rapid Bucarest ammesse al turno di play-off dell'Europa League 2011-12.
- Dinamo Bucarest ammessa al 3º Turno preliminare dell'Europa League 2011-12.
- Gaz Metan Mediaș ammessa al 2º Turno preliminare dell'Europa League 2011-12.
- Victoria Brănești, retrocessa in Liga II.
- Timișoara,  Gloria Bistrița e  FCU Craiova retrocesse in Liga III per debiti,  Unirea Urziceni dichiarata fallita dopo la retrocessione.
- Ceahlăul,  Petrolul Ploiești,  Concordia Chiajna,  Mioveni e  Voinţa Sibiu (dopo spareggio con la Sageata Navodari) promosse in Liga I.